# Kólpos Ýdras
Kólpos Ýdras (Gulf of Ídhra, Hydra Bay) är en bukt i Grekland. Den ligger i den sydöstra delen av landet, 70 km söder om huvudstaden Aten.